# Thomas Boudat
Thomas Boudat (Lengon, Aquitània, 24 de febrer de 1994) és un ciclista francès, professional des del 2015 i fins al 2024. Combina la carretera amb el ciclisme en pista on ha aconseguit proclamar-se Campió del món d'Òmnium a l'edició del 2014.

## Palmarès en pista
- 2012
  -  Campió d'Europa júnior en Puntuació
- 2013
  -  Campió d'Europa sub-23 en Puntuació
  -  Campió d'Europa sub-23 en Madison (amb Bryan Coquard)
  -  Campió de França en Puntuació
  -  Campió de França en Òmnium
  -  Campió de França en Persecució per equips (amb Julien Morice, Maxime Piveteau i Romain Cardis)
- 2014
  -  Campió del món d'Òmnium
  -  Campió de França en Scratch
  -  Campió de França en Òmnium
  -  Campió de França en Persecució per equips (amb Julien Morice, Lucas Destang i Jean-Marie Gouret)
  - 1r als Tres dies de Grenoble (amb Morgan Kneisky)
- 2015
  -  Campió de França en Puntuació
  -  Campió de França en Madison (amb Bryan Coquard)
  -  Campió de França en Persecució per equips (amb Bryan Coquard, Bryan Nauleau i Julien Morice)
- 2016
  -  Campió d'Europa sub-23 en Òmnium
  -  Campió de França en Puntuació
  -  Campió de França en Scratch
- 2017
  -  Campió de França en Scratch
  -  Campió de França en Madison (amb Sylvain Chavanel)

### Resultats a laCopa del Món
- 2012-2013
  - 1r a Aguascalientes, en Madison
- 2015-2016
  - 1a a la Classificació general i a la prova de Hong Kong, en Òmnium

## Palmarès en ruta
- 2014
  - 1r al ZLM Tour
- 2015
  - 1r a la Clàssica Corsica
- 2017
  - 1r al Gran Premi de Lillers-Souvenir Bruno Comini
  - 1r a la París-Chauny
  - Vencedor d'una etapa a la Setmana Internacional de Coppi i Bartali
- 2018
  - 1r al Gran Premi Cholet-País del Loira
  - Vencedor d'una etapa a la Volta a Andalusia
- 2019
  - 1r al Circuit de Valònia

### Resultats al Tour de França
- 2017. 140è de la classificació general
- 2018. 89è de la classificació general